# Marcos Rivera
Marcos Rivera (c. 1630 - 1704) va ser un pintor peruà, considerat el introductor del zurbaranisme a Cuzco a la fi del segle xvii.
El seu primer encàrrec documentat data de 1660, data en la qual pinta un apostolat i la imatge de La nostra senyora de la Concepció per al Convent de la Mercè de Cuzco. D'aquest encàrrec es conserven les obres relatives a Sant Joan, Sant Simó, Sant Tomàs, Sant Judes Tadeu i Sant Mateu.
En 1666 va pintar un Sant Pere Nolasc portat al cor per àngels, basat en el gravat de Claude Melleán, que es troba a l'església de la Mercè. Més tard va pintar Sant Francesc contemplant la calavera al rerecor de la Recoleta del Cusco. També d'aquest any és la Sèrie de Sant Joan Baptista, que es troba a l'Església de Tinta.